# Субфоссильные лемуры

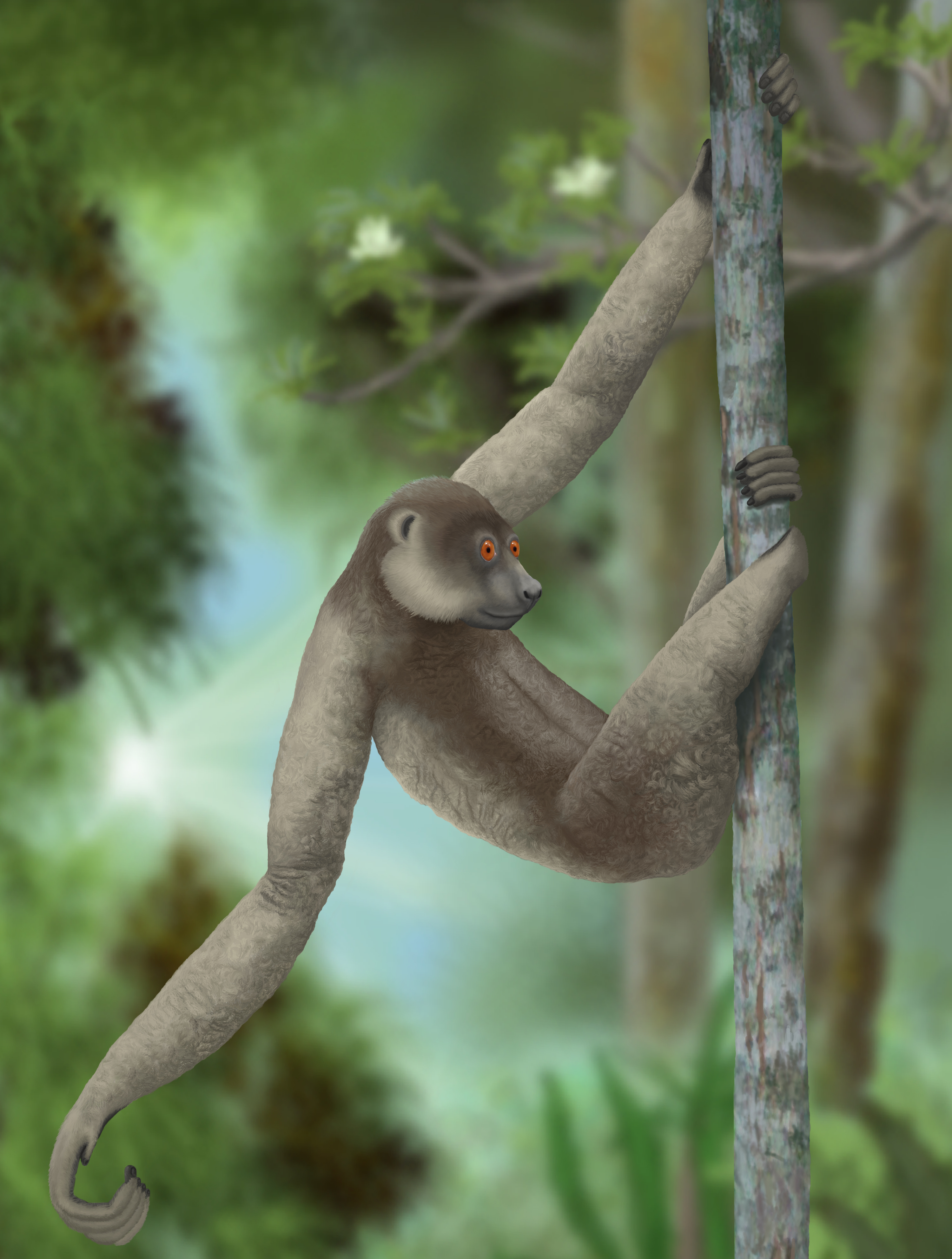
Вымерший субфоссильный вид — Palaeopropithecus ingens, из семейства Palaeopropithecidae

Субфоссильные лемуры — это мадагаскарские лемуры, которые представлены недавними (субфоссильными) останками, датируемые около 26 000 (поздним плейстоценом) до примерно 560 лет. К таким лемурам относятся и вымершие и живые виды, хотя термин часто подразумевает именно вымершие виды гигантских лемуров. Распространение общин субфоссильных лемуров было гуще, чем общин современных видов, тогда в пределах одной местности обитало до 20 видов, сейчас же на местность приходится 10—12 видов. Вымершие виды в соответствии с размерами тела весили от 10 до 200 килограммов.
К ним относятся вымершие подсемейства крупных лемуров — мегаладапиды, палеопропитековые, археолемуровые. Вымерли, вероятно, из-за совместного влияния охоты древних людей, скотоводства, выжигания лесов под сельхозугодья и природных факторов.